# خلف القضبان
مسلسل سوري من اخراج الليث حجو وتأليف الكاتب السوري من اصل فلسطيني "هاني السعدي" تم عرضه في ٢٠٠٤ من بطولة (بسام كوسا، باسم ياخور، سلافة معمار، قصي خولي، صباح الجزائري، أندريه سكاف، نضال سيجري)
المسلسل يتناول الصراع بين طبقات المجتمع وكيف للأنسان أن يصبح في محل الضرورة سارقاً أو بائعاً لقيمه الأنسانية مقابل المادة. حيث ناجي السعيد (بسام كوسا) رجل الأعمال الذي يملك مفاتيح كل الأمور، ويحل أعقد المشكلات بكلمة، قد وصل إلى ذلك عبر القفز على أنقاض الآخرين، وهناك أيضا نادر زهدي (باسم ياخور) الذي ذهب بقدميه إلى (ناجي السعيد) تحكمه الحاجة المادية، واثقا أنه يمتلك مفاتيح العودة، وعندما تتشابك الخيوط ويريد العودة يجد نفسه في السجن، ودانة (صبا مبارك) مساعدة (ناجي السعيد) التي وقعت في غرام (نادر زهدي) وظنت أنها تملك إنسانيتها ومشاعرها فاكتشفت العكس، وأنها أينما ذهبت ستبقى أحد أملاك (ناجي السعيد)، حتى عندما لجأت لمن يفوقه قوة وقذارة دفعت الثمن حياتها، وهكذا تتشعب الشخصيات وتتنوع بمحتواها وأبعادها لتعكس زخما من المحاكاة الفكرية والسلوكية.
ماجد عمّار يعتبر الناقد الأول لهذا المسلسل بأكثر من مئة صفحة في مذكراته المسماة (مذكرات ظل حزين) يعتبر من أكبر النقاد واصغرهم عمراً في العراق.